# Anadin Suljaković
Anadin Suljaković (Zenica, 16 de junio de 1998) es un jugador de balonmano bosnio, naturalizado catarí, que juega de portero en el HSG Wetzlar. Es internacional con la selección de balonmano de Catar.
Fue nombrado mejor portero del Campeonato Asiático de Balonmano Masculino de 2024.

## Palmarés internacional
| Campeonato Asiático | Campeonato Asiático | Campeonato Asiático | Campeonato Asiático |
| Año                 | Lugar               | Medalla             |                     |
| ------------------- | ------------------- | ------------------- | ------------------- |
| 2024                | Baréin              | Medalla de oro      |                     |

## Clubes
| Club             | País                 | Año         |
| ---------------- | -------------------- | ----------- |
| RK Maglaj        | Bosnia y Herzegovina | 2014 - 2015 |
| Al Sadd          | Catar                | 2015 - 2016 |
| UMF Selfoss      | Islandia             | 2016 - 2018 |
| Al Ahli          | Catar                | 2018 - 2019 |
| HSG Wetzlar      | Alemania             | 2019 - Act. |
| EHV Aue (cedido) | Alemania             | 2019 - 2021 |